# Хлоридна кислота
Хлоридна кислота, також: соляна кислота, хлороводнева кислота — розчин хлороводню (HCl) у воді. Соляна кислота є типовою кислотою. За своєю хімічною активністю вона належить до найсильніших кислот. Подібно до інших сильних кислот вона активно розчиняє більшість металів з виділенням водню, взаємодіє з оксидами металів тощо.
Концентрована соляна кислота містить 37% HCl і має густину 1,19 г/см³. Вона має різкий запах і «димить» на повітрі внаслідок виділення газоподібного хлороводню. Технічна кислота має жовтий колір, який обумовлюється домішками головним чином солей заліза.
Азеотропна суміш містить 20,2 % HCl ( tкип.=109,7 °C при 760 торах ).
Соляна кислота широко використовується у народному господарстві. Найбільше застосовується вона у хімічній промисловості для добування різних солей: хлориду цинку, хлориду барію та ін., а також для виробництва барвників, лікувальних речовин тощо. Багато хлоридної кислоти споживає також металургійна промисловість для виділення кольорових і рідкісних металів з їх природних сумішей. У хімічних лабораторіях хлоридна кислота належить до найуживаніших реактивів. У невеликих кількостях з неї також одержують водень і хлор.

## Отримання
В промисловості найчастіше отримують розчиненням у воді хлороводню утвореного при спалюванні водню в атмосфері хлору або утвореному при хлоруванні органічних сполук (розчинники, хлоровмісні пластмаси).
В більшості країн (до яких Україна не належить) вільно продається, тому питання отримання в лабораторних чи домашніх умовах не виникає.
При відсутності концентрованої сульфатної кислоти для отримання хлоридної кислоти можна використати розведену :
CaCl2·6H2O+H2SO4→CaSO4·2H2O↓+2HCl+4H2O
BaCl2+H2SO4→BaSO4↓+2HCl
Хлорид кальцію дешевший за хлорид барію, але утворює більш об'ємний осад, що ускладнює відділення утвореної хлоридної кислоти (відфільтровувати на скляному фільтрі — паперовий "розлізеться"). Зв'язуванням води безводним хлоридом кальцію CaCl2 можна отримати газоподібний хлороводень, з якого утворити хлоридну кислоту потрібної концентрації.

## Історія відкриття
Важко сказати, хто і коли вперше отримав соляну кислоту. Відомо, що вже в кінці XV ст. алхімік Василь Валентин і в XVI ст. Андреас Лібавій в старанних пошуках чудодійного життєвого еліксиру прожарювали у своїх алхімічних приладах кухонну сіль з галуном і купоросами і отримали продукт, який описали під назвою «кислого спирту». Це і була знайома тепер нам соляна кислота, дуже нечиста.
Для перших дослідників це була абсолютно нова речовина, що володіла властивостями, які сильно вражали їх уяву. Нюхаючи її, вони задихалися і кашляли, «кислий спирт» димів у повітрі. При пробі на смак, вона обпалювала язик і піднебіння, метали вона роз'їдала, тканини руйнувала.
У 1658 р. німецький хімік Й. Глаубер (1604–1670) знайшов новий спосіб отримання соляної кислоти, яку він назвав «соляним спиртом». Спосіб цей широко застосовується досі в лабораторіях. Він нагрівав кухонну сіль з концентрованою сірчаною кислотою і «дим», що виділявся та поглинав водою.
У 1772 р. англійський хімік Джозеф Прістлі (1733–1804) встановив, що при дії сірчаної кислоти на кухонну сіль виділяється безбарвний газ, який може бути зібраний над ртуттю, і що цей газ має надзвичайно велику здатність розчинятися у воді. Водний розчин цього газу отримав назву «соляної кислоти» (acidum muriaticum), а сам газ Прістлі назвав «чистою газоподібною соляною кислотою».
У 1774 р. шведський хімік К. В. Шеєле (1742–1786), досліджуючи дію соляної кислоти (яку він називав ще «соляним спиртом») на оксид марганцю(IV), знайшов, що він розчиняється в соляній кислоті на холоді, утворюючи темно-коричневий розчин, з якого при нагріванні виділяється газ жовто-зеленого кольору, що володіє дуже різким запахом, здатністю руйнувати рослинні фарби і діє на всі метали, не виключаючи золота. Шеєле, як послідовник флогістонної теорії, яка панувала в той час, вважав, що сенс цієї реакції полягає в тому, що під дією оксиду марганцю(IV) з соляною кислотою йде з неї флогістон, завдяки чому соляна кислота перетворюється в жовто-зелений газ. Тому сам газ він назвав «дефлогістованою соляною кислотою».

## Типові реакції
- {\displaystyle \mathrm {HCl+H_{2}O\rightarrow H_{3}O^{+}+Cl^{-}} }
- {\displaystyle \mathrm {Zn+2HCl=ZnCl_{2}+H_{2}\uparrow \ } }

## Хімічні властивості
- Взаємодія з металами, що стоять у ряді напруг лівіше від водню з утворенням солі та виділенням газоподібного водню:

{\displaystyle \mathrm {2Na+2\ HCl\longrightarrow 2\ NaCl+\ H_{2}\uparrow } }
{\displaystyle \mathrm {Mg+2\ HCl\longrightarrow \ MgCl_{2}+\ H_{2}\uparrow } }
{\displaystyle \mathrm {2Al+6\ HCl\longrightarrow 2\ AlCl_{3}+3\ H_{2}\uparrow } }
- Взаємодія з оксидами металів з утворенням розчинної солі і води:

{\displaystyle \mathrm {Na_{2}O+2\ HCl\longrightarrow 2\ NaCl+\ H_{2}O} }
{\displaystyle \mathrm {MgO+2\ HCl\longrightarrow \ MgCl_{2}+\ H_{2}O} }
{\displaystyle \mathrm {Al_{2}O_{3}+6\ HCl\longrightarrow 2\ AlCl_{3}+3\ H_{2}O} }
- Взаємодія з гідроксидами металів з утворенням розчинної солі і води (реакція нейтралізації):

{\displaystyle \mathrm {NaOH+\ HCl\longrightarrow \ NaCl+\ H_{2}O} }
{\displaystyle \mathrm {Mg(OH)_{2}+2\ HCl\longrightarrow \ MgCl_{2}+2\ H_{2}O} }
{\displaystyle \mathrm {Al(OH)_{3}+3\ HCl\longrightarrow \ AlCl_{3}+3\ H_{2}O} }
- Взаємодія з солями металів, утворених більш слабкими кислотами, наприклад вугільною:

{\displaystyle \mathrm {Na_{2}CO_{3}+2\ HCl\longrightarrow 2\ NaCl+\ H_{2}O+\ CO_{2}\uparrow } }
- Взаємодія з сильними окислювачами (перманганат калію, діоксид марганцю) з виділенням газоподібного хлору:

{\displaystyle \mathrm {2KMnO_{4}+16\ HCl\longrightarrow 5\ Cl_{2}\uparrow +2\ MnCl_{2}+2\ KCl+8\ H_{2}O} }
- Взаємодія з сірчаним ангідридом приводить до утворення хлорсульфонової кислоти:

{\displaystyle \mathrm {SO_{3}+\ HCl\longrightarrow \ HClSO_{3}} }